# مقاطعة بوسك (تكساس)
مقاطعة بوسك (بالإنجليزية: Bosque  County)‏ هي إحدى المقاطعات في ولاية تكساس، الولايات المتحدة الأمريكية، يبلغ عدد سكانها 18,212 نسمة طبقا لإحصاء عام 2010 .

موقع المقاطعة في ولاية تكساس

## أعلام
- جاك أبيرناثي
- فوي ويلينغ
- لاري إيزبل